# Kayangel (staat)
Kayangel (Palaus: Ngcheangel) is de noordelijkste van de zestien staten van Palau en telt 188 inwoners (2005). De staat maakt deel uit van de Palaueilanden en ligt op 72 kilometer ten noorden van het hoofdeiland Babeldaob. Hij bestaat uit het koraalrif Velasco Reef en de twee atollen Kayangel en Ngaruangel, waarvan alleen Kayangel bewoond is. Alle inwoners wonen op het gelijknamige eiland van dit atol, dat daarom doorgaans, ofschoon er een vijftal dorpen liggen, in zijn geheel als hoofdplaats van de staat wordt beschouwd.
Kayangel heeft geen luchthaven en kan dus alleen per boot vanop Babeldaob worden bereikt. De overtocht duurt circa drie uur.

## Geografie

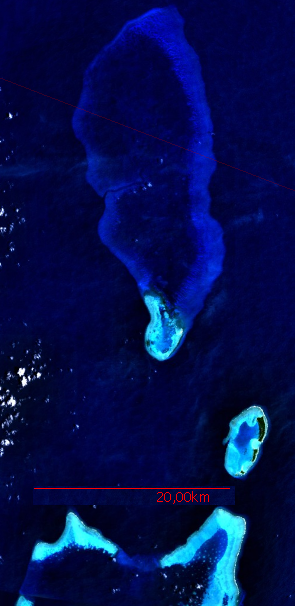
Satellietfoto van Kayangel. Van noord naar zuid: Velasco Reef, Ngaruangel, Kayangel en Northwest Reef en Kossol Reef, koraalriffen voor de kust van Babeldaob

Kayangel heeft een oppervlakte van 1,41 vierkante kilometer, wat neerkomt op een bevolkingsdichtheid van 62,7 inwoners per vierkante kilometer. Hieronder staat een overzicht van de landvormen die de staat Kayangel behelst.
| Atol         | Landoppervlakte (km²) | Totale oppervlakte (km²) | Inwoners |
| ------------ | --------------------- | ------------------------ | -------- |
| Kayangel     | 1,39                  | 21,6                     | 188      |
| Ngaruangel   | 0,02                  | 20,1                     | 0        |
| Velasco Reef | 0                     | 330                      | 0        |
| Kayangel     | 1,41                  | 372                      | 188      |

Kayangel ligt het dichtst bij de kust van Babeldaob en bestaat uit de eilanden Kayangel, Ngerebelas, Ngeriungs en Orak. Bij laagwater is het mogelijk zich te voet van eiland naar eiland te begeven. In Ngaruangel is het enige eiland het gelijknamige Ngaruangel, dat daarmee het noordelijkste eiland van het land is.

## Politiek
De gouverneur van Kayangel is momenteel (2011) Edwin Chiokai. Chiokai volgde op 1 juli 2006 Jeffrey Titiml op, die op zijn beurt waarnemend gouverneur was in opvolging van Harris Kambalang (1994-2006).
Kayangel · Ngaruangel · Velasco Reef
Aimeliik · Airai · Angaur · Hatohobei · Kayangel · Koror · Melekeok · Ngaraard · Ngarchelong · Ngardmau · Ngatpang · Ngchesar · Ngeremlengui · Ngiwal · Peleliu · Sonsorol